# Marigny-le-Cahouët
Marigny-le-Cahouët is een gemeente in het Franse departement Côte-d'Or (regio Bourgogne-Franche-Comté) en telt 326 inwoners (2020). De plaats maakt deel uit van het arrondissement Montbard.

## Geografie
De oppervlakte van Marigny-le-Cahouët bedraagt 19,3 km², de bevolkingsdichtheid is 17 inwoners per km².
De onderstaande kaart toont de ligging van Marigny-le-Cahouët met de belangrijkste infrastructuur en aangrenzende gemeenten.

## Demografie
Onderstaande figuur toont het verloop van het inwonertal (bron: INSEE-tellingen).

## Bezienswaardigheden
- het kasteel is een militair bouwwerk waarvan de constructie begon in de 12e eeuw. In de 15e en in de 17e eeuw werd het volledig herwerkt. Hier vonden opnames plaats van enkele films. Yves Robert situeerde er zijn komedies Ni vu, ni connu (1958) en Clérambard (1969).  Ook de historische avonturenfilm Angélique, marquise des anges (1964) gebruikte het kasteel als historisch kader.
- de église Saint-Germain (flamboyante gotiek, 15e eeuw).
- het Bourgondisch Kanaal passeert door Marigny-le-Cahouët.